# Prophéties de Merlin
Ne doit pas être confondu avec Prophetiae Merlini.

Les Prophéties de Merlin forment un large ensemble d’œuvres littéraires prophétiques rédigées au Moyen Âge par différents auteurs qui les attribuent à Merlin. Geoffroy de Monmouth écrit les Prophetiae Merlini dans les années 1130. Par la suite, la figure de Merlin est développée dans de nombreuses directions et l'on voit apparaître des Prophéties de Merlin contenant des allusions plus ou moins directes aux conflits politiques et religieux de l'époque. Cette véritable marée littéraire gagne en ampleur pendant les siècles suivants. En 1272-1273, un autre recueil de prophéties est rédigé en français, prenant la forme de prophéties politiques intercalées entre des récits romanesques de la légende arthurienne. Elles présentent Merlin en prophète chrétien d'essence divine, il y choisit délibérément d'être enfermé par la fée Viviane.
Ces textes, le plus souvent en latin, circulent en Grande-Bretagne, en France, en Italie, en Espagne et en Allemagne et sont même traduits en arabe. Les Prophéties de Merlin sont régulièrement utilisées à des fins politiques : par les Normands, pour justifier leur conquête de l'Angleterre, par les Anglais lors de la Guerre de Cent ans, par les Écossais, les Gallois ou les Bretons contre les Anglais. La première histoire de Bretagne, la Chronique de Saint-Brieuc, en fait sa référence et elles sont évoquées lors du procès de Jeanne d’Arc et lors de sa réhabilitation. Les prophéties se diffusent bien au-delà des milieux de cour et des savants ecclésiastiques, et sont également connues du peuple à travers des adaptations orales, simplifications des versions latines, ou sous des formes antérieures aux versions écrites.
Au milieu du XVIe, dans un contexte de reprise en main de l'Eglise catholique et de lutte contre la Réforme protestante, le Concile de Trente en interdit l’étude et les interprétations et met un point d'arrêt à cette production littéraire.